# Elusa confusa
Elusa confusa là một loài bướm đêm trong họ Noctuidae.